# 동아시아계 미국인
동아시아계 미국인(東-系 美國人, 영어: East Asian Americans)은 미국에 이민한 동아시아인과 그들의 자손을 칭한다. 

## 종류
- 한국계 미국인
- 중국계 미국인
- 일본계 미국인
- 타이완계 미국인
- 홍콩계 미국인
- 몽골계 미국인
- 티베트계 미국인

## 같이 보기
- 문화 동화
- 아시아계 미국인
- 남아시아계 미국인
- 동아시아계 캐나다인
- 동아시아인